# Willow Tearooms

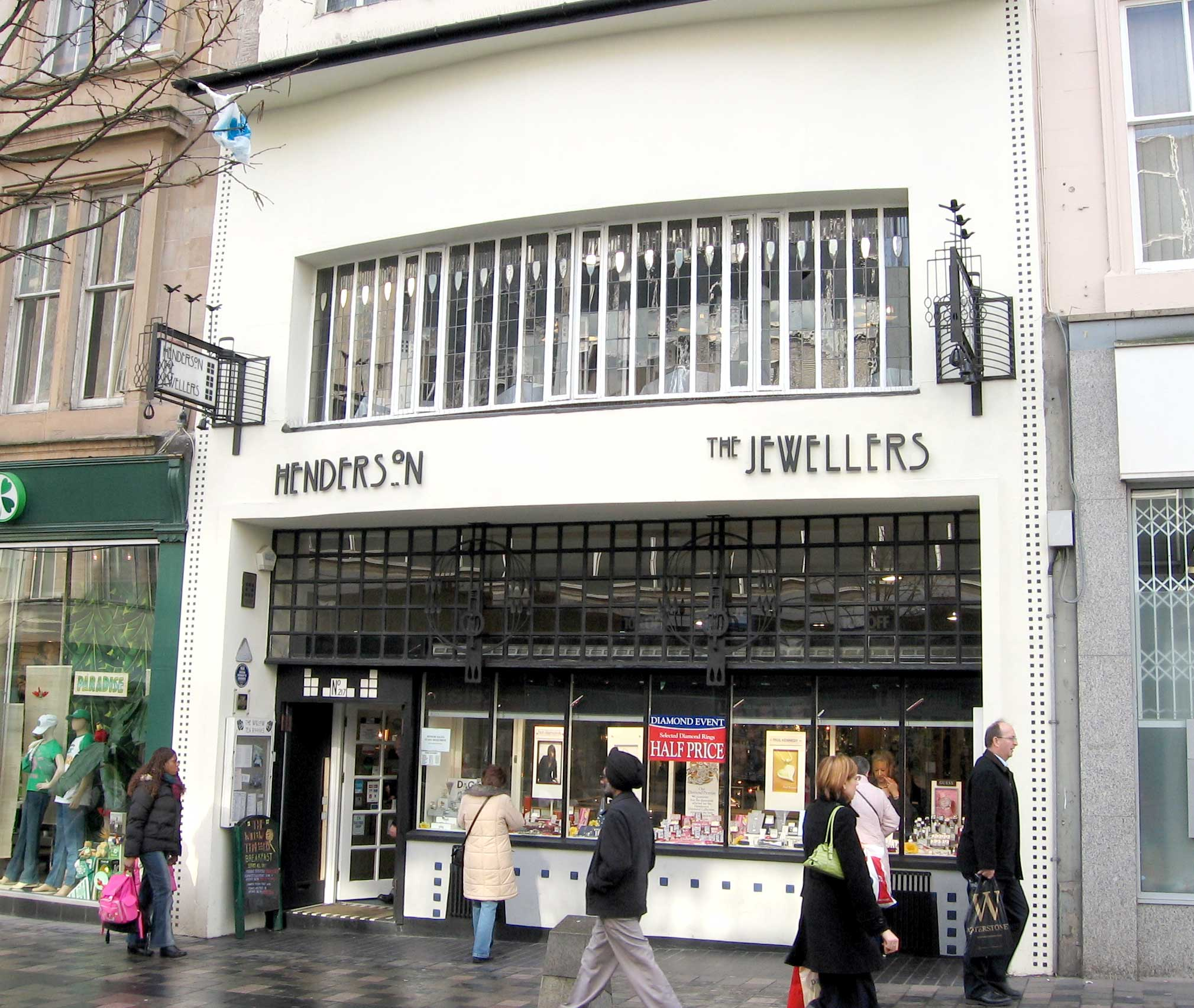
The Willow Tearooms, Eingangsbereich und Juwelierladen, Sauchiehall Street

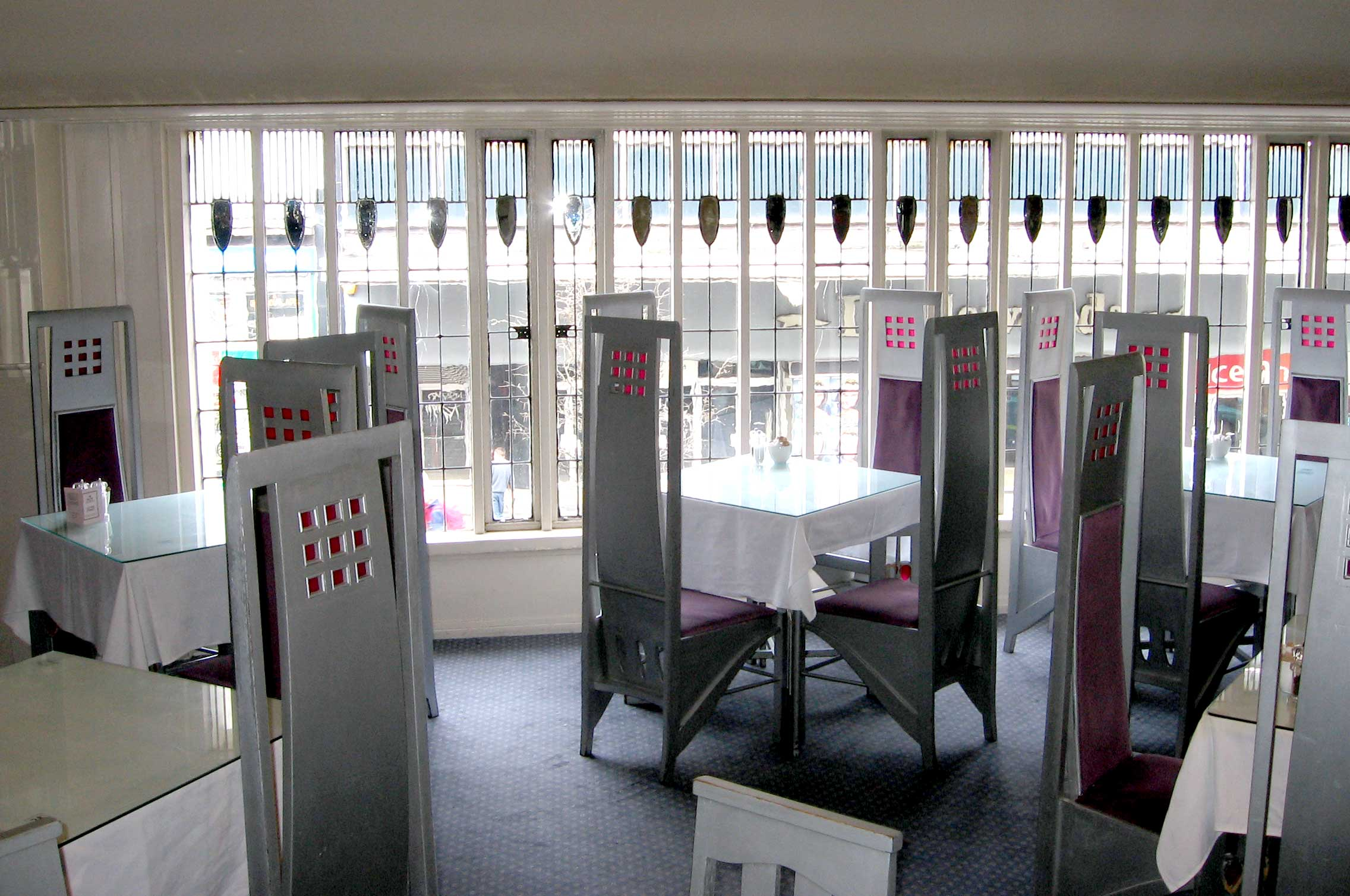
Der Room de Luxe in heutigem Zustand, nach Restaurierung

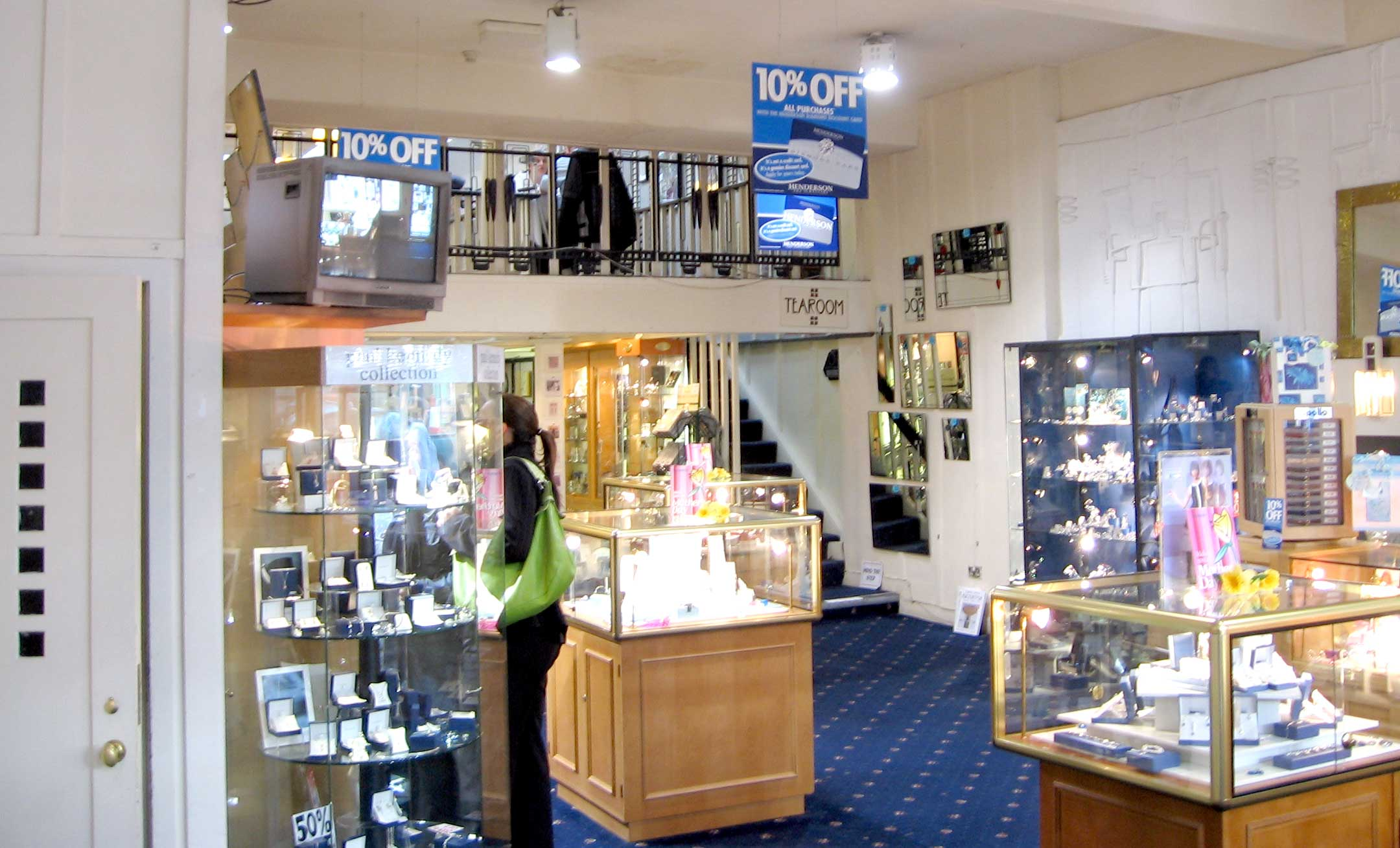
Erdgeschoss mit restaurierter Balustrade und Gipsfries

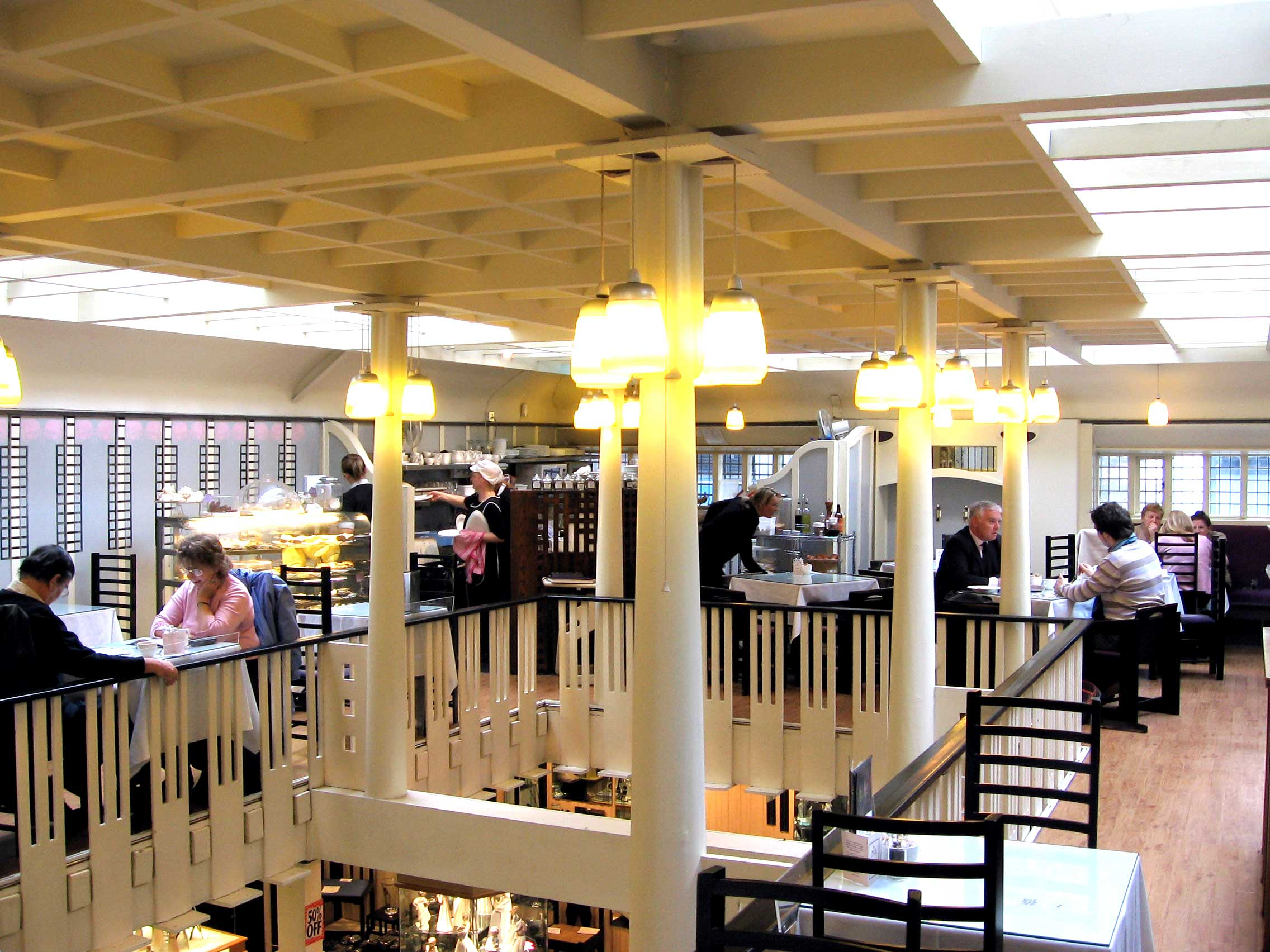
Die tea gallery, heutiger Zustand, nach Restaurierung

Die Willow Tearooms sind ein im schottischen Glasgow (Sauchiehall Street 217) gelegenes Teelokal, das vom schottischen Architekten Charles Rennie Mackintosh gestaltet wurde. Es wurde im Oktober 1903 eröffnet und wurde rasch populär, erlebte aber später einen Niedergang. Der heutige Zustand beruht weitgehend auf Rekonstruktion.

## Geschichte
Schon 1896 begegnete Mackintosh Catherine Cranston, der Tochter eines wohlhabenden Teehändlers aus Glasgow, die in der Abstinenzbewegung engagiert tätig war. Cranston hatte die Idee, eine Reihe von künstlerisch gestalteten Tea Rooms zu schaffen, die als Orte nicht-alkoholisch geprägter Geselligkeit dienen sollten. Mackintosh gestaltete für Cranston zwischen 1896 und 1917 vier solcher Tea Rooms in Glasgow, häufig in Zusammenarbeit mit seiner Frau Margaret MacDonald Macintosh. Im Falle der Willow Tearoms erhielt Mackintosh erstmals volle Gestaltungsfreiheit auch über Layout und Fassade.
Auf der Basis eines existierenden schmalen, viergeschossigen Lagerhauses entwarf Mackintosh eine Reihe von Räumlichkeiten: einen Ladies’ Tearoom im Erdgeschoss, einen dahinter gelegenen Speiseraum und eine Teegalerie darüber. Im ersten Stockwerk fanden sich ein exklusiver Room de Luxe, der ebenfalls den Damen gewidmet war. Darüber befanden sich ein holzvertäfelter Billardraum und Rauchsalons für die Herren.
Die Dekoration war für die den Damen gewidmeten Räume in hellen Farben gehalten, in den Männerzimmern dunkler. Mackintosh gestaltete in Zusammenarbeit mit seiner Frau Margaret die Fassade um, kümmerte sich aber auch um das Design des Bestecks, um die Speisekarten und die Uniformen des Personals. Seine Tätigkeit kann als Bemühung um ein Gesamtkunstwerk angesehen werden.

## Der Room de Luxe
Der Room de Luxe war die Hauptattraktion der Willow Tearooms. Sein Farbschema war grau, purpur, weiß, eine der Wände enthielt Margaret MacDonalds berühmtestes Werk, das Panel, inspiriert von Rossettis Sonett O Ye, all ye that walk in Willow Wood.

## Verfall und Wiederherstellung
Nach dem Tod ihres Ehemannes verkaufte Cranston 1917 ihr Unternehmen. Die Willow Tearooms wurden 1928 Teil eines Warenhauses, Fassade und Funktion blieben aber zum Teil bis in die 1980er Jahre intakt.
Nach umfassender Renovierung durch den Architekten Geoffrey Wimpenny vom Büro Keppie Henderson, Nachfolger von Honeyman, Keppie and Mackintosh, wurden die Willow Tearooms 1983 weitgehend originalgetreu wiedereröffnet. Im Erdgeschoss befindet sich nun aber ein Schmuckgeschäft.
Der Room de Luxe wurde wieder im Sinne des alten Farbschemas gestaltet und erhielt Repliken der ursprünglichen Bestuhlung. Die neue Betreiberin der Tearooms, Anne Mulhern, eröffnete 1997 auch eine Filiale in der Buchanan Street 97, in unmittelbarer Nachbarschaft zu Catherine Cranstons seinerzeitigen dortigen Tearooms. Die Filiale ist nach Mackintoshs Plänen für den White Dining Room und Chinese Room gestaltet, die der Architekt für Cranstons Tearoom in der Ingram Street geschaffen hatte. Die Tearooms wurden 2024 vom National Trust for Scotland übernommen, der sie weiter betreibt und erhält.